# Ella Swings Lightly
Ella Lightly Swing es un álbum de 1958 por la cantante de jazz Ella Fitzgerald, gracias a este álbum estuvo nominada al Premio Grammy por Mejor actuación de jazz solista.

## Canciones
1. “Little White Lies” (Walter Donaldson)  – 2:31
2. “You Hit the Spot” (Mack Gordon, Harry Revel)  – 2:44
3. “What's Your Story, Morning Glory?” (Jack Lawrence, Paul Francis Webster, Mary Lou Williams)  – 2:38
4. “Just You, Just Me” (Jesse Greer, Raymond Klages)  – 2:19
5. “As Long as I Live” (Harold Arlen, Ted Koehler)  – 2:48
6. “Teardrops from My Eyes” (Rudy Toombs)  – 3:45
7. “Gotta Be This or That” (Sunny Skylar)  – 3:05
8. “Moonlight on the Ganges” (Sherman Myers, Chester Wallace)  – 2:22
9. “My Kinda Love” (Louis Alter, Jo Trent)  – 3:41
10. “Blues in the Night” (Harold Arlen, Johnny Mercer)  – 3:39
11. “If I Were a Bell” (Frank Loesser)  – 2:33
12. “You're an Old Smoothie” (Nacio Herb Brown, Buddy DeSylva, Richard A. Whiting)  – 2:45
13. “Little Jazz” (Roy Eldridge, Buster Harding)  – 3:02
14. “You Brought a New Kind of Love to Me” (Sammy Fain, Irving Kahal, Peter Norman)  – 2:18
15. “Knock Me a Kiss” (Mike Jackson)  – 4:06
16. “720 in the Books” (Harold Adamson, Jan Savitt, Leo Watson)  – 2:52
17. “Oh, What a Night for Love” [Version larga] (Steve Allen, Neal Hefti)  – 3:26
18. “Little Jazz” [alternado]  – 3:01
19. “Dreams Are Made for Children” (Mack David, Jerry Livingston, Max Meth)  – 2:36
20. “Oh, What a Night for Love” [Single Version]  – 2:24

- Datos: Q1587493